# Seeschlacht von Guadalcanal
Tulagi und Gavutu-Tanambogo – Savo Island – Tenaru – Ost-Salomonen – Bloody Ridge – Operationen am Fluss Matanikau – Cape Esperance – Henderson Field – Santa-Cruz-Inseln – Matanikau-Offensive – Koli Point – Carlsons Patrouille – Guadalcanal – Tassafaronga – Mount Austen – Rennell Island – Operation Ke – Operation Cleanslate
Die Seeschlacht von Guadalcanal, die vom 12. bis zum 15. November 1942 stattfand, war die letzte Auseinandersetzung zwischen den US-amerikanischen und den kaiserlich-japanischen Streitkräften auf den Salomonen-Inseln während des Guadalcanal-Feldzuges im Zweiten Weltkrieg. Die Schlacht war ein viertägiges kombiniertes Luft- und Seegefecht, das im Zusammenhang mit den japanischen Bemühungen stand, die Landstreitkräfte auf der Insel zu verstärken.
Nachdem die US-Truppen im August 1942 Guadalcanal eingenommen und das immer noch im Bau befindliche Flugfeld erobert hatten, unternahmen sowohl die kaiserliche japanische Armee als auch die Marine daraufhin mehrere erfolglose Versuche, Verstärkung per Schiff nach Guadalcanal zu bringen. Anfang November 1942 entsandten die Japaner einen Transportkonvoi, der mehrere tausend Soldaten nach Guadalcanal bringen sollte. Die US-Navy reagierte darauf mit einer Reihe von Luftschlägen, um die japanischen Bodentruppen daran zu hindern, Guadalcanal zu erreichen. In der darauffolgenden Schlacht konnten die Amerikaner unter hohen Verlusten die Angriffe der Japaner abwehren.
Die Schlacht vereitelte somit den letzten großen Versuch Japans, die alliierten Streitkräfte von Guadalcanal und dem nahegelegenen Tulagi zu vertreiben, und führte zu einem strategischen Sieg der USA und ihrer Verbündeten, der den Ausgang des Guadalcanal-Feldzuges endgültig zu ihren Gunsten entschied.

## Vorgeschichte
Im Frühsommer 1942 wurde dem US-amerikanischen Oberkommando bekannt, dass die Japaner dabei waren, eine Flugbasis auf der Salomonen-Insel Guadalcanal zu errichten. Von dort wären japanische Langstreckenbomber in der Lage gewesen, den Seeweg zwischen den USA und Australien anzugreifen. Um dies zu verhindern, landeten am 7. August 1942 Einheiten der 1. US-Marinedivision auf Guadalcanal und besetzten das fast fertige japanische Flugfeld. Als Reaktion übertrug General Tōjō Hideki die Rückeroberung der Insel an die 17. Armee unter Generalleutnant Harukichi Hyakutake. Durch falsche Informationen ging Hyakutake lediglich von 2.000 Amerikanern aus, die sich auf der Insel befänden. Dies ließ die kaiserliche Armee glauben, dass ein einziges erfahrenes Bataillon ausreichen würde, um die Amerikaner zu überwältigen. Da sie jedoch die Größe der Verteidigungsstreitkräfte drastisch unterschätzt hatten – tatsächlich waren es fast 20.000 – wurden die Japaner während der Schlacht am Tenaru am 20. und 21. August vernichtend geschlagen.
Der nächste Versuch begann Mitte September. Mit nahezu allnächtlichem Einsatz von Zerstörern schafften die Japaner das Äquivalent einer verstärkten Brigade nach Guadalcanal. Am 12. September begannen sie einen Angriff und es gelang den Japanern, eine Streitmacht von drei Bataillonen bis auf 1,5 Kilometer an den Flugplatz heranzuführen. Allerdings führte eine Fehleinschätzung der Geländeverhältnisse zu einem unkoordinierten Angriff. So wurden die Japaner am 14. September besiegt. Ein dritter Angriff fand im Oktober statt. Erneut unterschätzten die Japaner die Auswirkungen eines groß angelegten Angriffs durch den dichten Dschungel, so dass der Angriff erneut unkoordiniert verlief. Zwischen dem 24. und dem 26. Oktober erlitten die Japaner unter schweren Verlusten erneut eine Niederlage.

## Auftakt
Die Niederlage auf Guadalcanal veranlasste das kaiserliche Hauptquartier zum ersten Mal zu einem strategischen Konsens. Bis dahin hatte sich die kaiserliche Armee auf die Schlacht um Neuguinea konzentriert. Doch nun war man sich mit der kaiserlichen Marine einig, dass der Kampf um Guadalcanal die entscheidende Schlacht mit den Vereinigten Staaten war, die beide Teilstreitkräfte angestrebt hatten. Trotz der strategischen Gesamtsituation waren sowohl die Armee als auch die Marine zuversichtlich, dass sie die USA von Guadalcanal vertreiben könnten. Zur Durchführung ihres nächsten Angriffs bildeten die Japaner für die November-Operation vier Marine-Einsatzverbände. Zwei Einheiten wurden mit der Beschießung von Henderson Field beauftragt. Ein dritter Verband hatte die Aufgabe, die 38. Division und schweres Gerät von Rabaul nach Guadalcanal zu transportieren, während ein vierter Verband der Kombinierten Flotte allgemeine Unterstützung leistete.
Die 17. Armee plante zunächst, die 38. Division an Koli Point zu landen und dann einen zweigleisigen Angriff auf das Lunga-Gebiet von Osten und Westen aus zu starten. Allerdings lehnte das Kaiserliche Generalhauptquartier diesen Plan aufgrund der Streuung der Kräfte ab und wies stattdessen die 38. Division an, aus dem Matanikau-Gebiet anzugreifen, wo sie maximale Artillerieunterstützung erhalten konnte. Anfang November landete Hyakutake eine kleine Truppe am Koli Point, um Nachschub an Truppen zu liefern, die sich nach dem Desaster im Oktober dorthin zurückgezogen hatten. Befehle wurden für diese Kräfte erlassen, um ein Flugfeld auf der flachen Ebene südlich des Koli Point zu errichten. Zusätzlich war ein Teil des 230. Infanterieregiments der 38. Division bereits im Oktober und November auf Guadalcanal gelandet. Zwischen dem 28. Oktober und dem 8. November erreichten Elemente des 228. Infanterieregiments über den Tokyo Express die Strände von Kokumbona bis Cape Esperance.
Die USA waren am 9. November über den Funkaufklärungsdienst über die Grundzüge des japanischen Plans informiert. Sie wussten auch, dass der 13. November „Z-Day“ war. Die geplante Beschießung von Henderson Field durch Schlachtkreuzer war ihnen jedoch unbekannt. Halsey war entschlossen, mit allen ihm zur Verfügung stehenden Mitteln zu kämpfen. Er hatte bereits zusätzliche Einheiten der Armee und der Marines auf die Insel entsandt und stellte der Cactus Air Force weitere Flugzeuge zur Verfügung. Die Cactus Air Force wurde im November deutlich aufgestockt. Am 1. November erreichten vier Douglas SBD des Jagdgeschwaders VMSB-132 des United States Marine Corps die Insel. Am 2. November traf mit VMF-112 ein weiteres Jagdgeschwader ein. Am 12. November trafen zehn weitere Douglas SBD des Jagdgeschwaders VMSB-142 und sechs Grumman-TBF-Torpedobomber von VMSB-131 ein. Während dieser Zeit verließen das Bombergeschwader VB-6 und das Jagdgeschwader VS-71 den Stützpunkt infolge technischer Überlastung. Henderson Field und Fighter One wurden erweitert und ein weiteres Rollfeld, Fighter Two, nordwestlich von Henderson angelegt. Am 31. Oktober verfügte die 11. Luftflotte über 158 Flugzeuge, von denen 125 einsatzbereit waren. Die 25. Luftflottille absolvierte ihre letzten Einsätze am 9. November und wurde anschließend zur Umrüstung nach Japan zurückgezogen. Sie wurde durch die 21. Luftflottille unter Konteradmiral Ichimaru Rinosuke ersetzt. Zwischen dem 5. und 9. November traf die neue 252. Luftgruppe mit 51 Mitsubishi A6M ein. Am 10. November traf die 956. Luftgruppe mit zehn Aichi-D3A-Sturzkampfbombern ein.

## Die Flotten
Parallel zum Einsatz der 11. Luftflotte zogen beide Seiten bedeutende Seestreitkräfte zusammen. Unter dem Oberkommando von Kondō Nobutake war das Kernstück der Japaner ein großer Konvoi unter Vizeadmiral Tanaka Raizō von elf Transportern, die von zwölf Zerstörern eskortiert wurden und bei Shortland Island für die Überfahrt nach Guadalcanal bereitstanden. Unterstützt wurde der Konvoi von einem Einsatzverband unter dem Kommando von Vizeadmiral Abe Hiroaki mit den Schlachtkreuzern Hiei und Kirishima, dem Leichten Kreuzer Nagara und den Zerstörern Teruzuki, Amatsukaze, Asagumo, Samidare, Murasame, Harusame, Yūdachi, Ikazuchi, Inazuma und Akatsuki, die am 12. November das Flugfeld beschießen sollten. Die 8. Flotte in Rabaul war bereit, dem Beschuss der Schlachtschiffe in der nächsten Nacht einen eigenen Beschuss des Flugplatzes durch Schwere Kreuzer folgen zu lassen. Für die Luftdeckung dieser Einsatzkräfte stand den Japanern nur der Flugzeugträger Jun’yō zur Verfügung.
Um den japanischen Verstärkungsbemühungen zuvorzukommen, brachten die Amerikaner am 12. November zwei eigene Verstärkungskonvois auf die Insel. Die sieben Transporte wurden von den beiden Schweren Kreuzern San Francisco und Portland den drei Leichten Kreuzern Helena, Atlanta und Juneau sowie von den Zerstörern Fletcher, O'Bannon, Aaron Ward, Monssen, Barton, Laffey Sterett und Cushing unter dem Kommando von Konteradmiral Daniel J. Callaghan eskortiert. Südöstlich von Guadalcanal operierte ein Einsatzverband, der aus dem Flugzeugträger Enterprise, den Schlachtschiffen Washington und South Dakota sowie den Zerstörern Walke, Preston, Benham und Gwin bestand.

## Die erste Schlacht

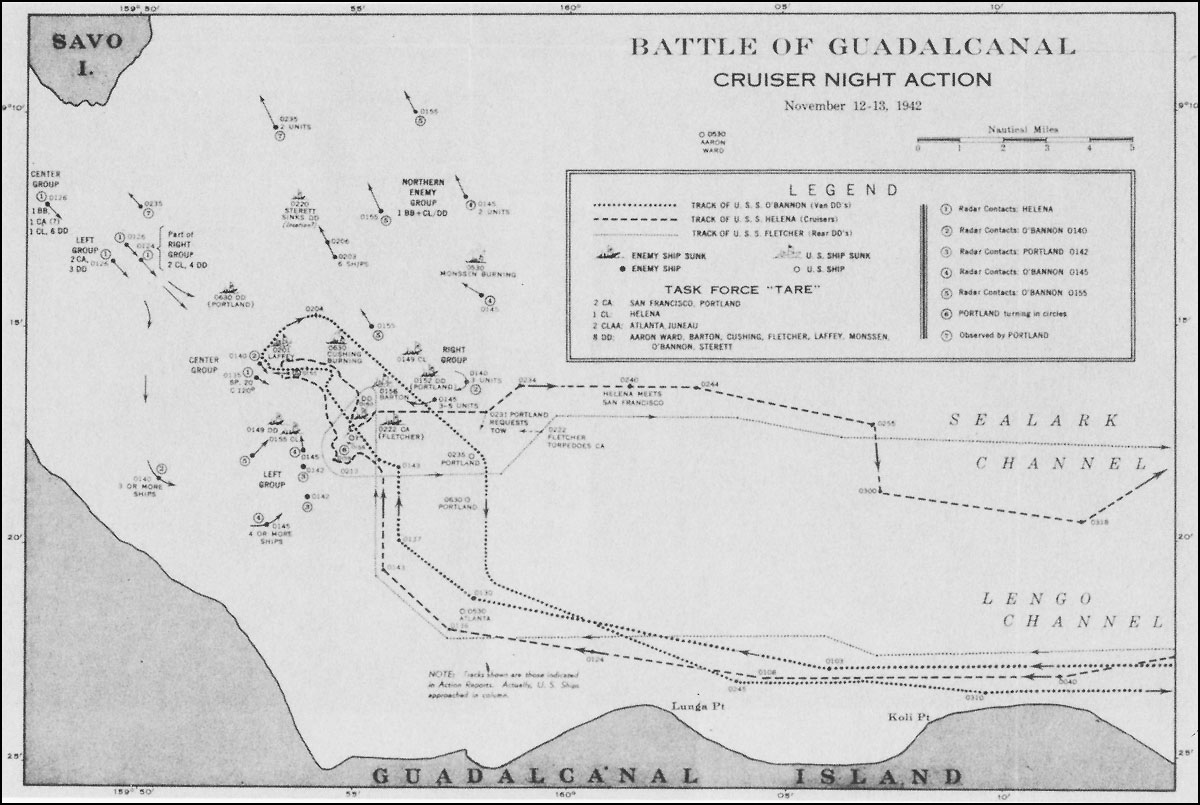
Schiffsbewegungen während der ersten Schlacht am 13. November

Am 8. und 9. November brachen die US-amerikanischen Transportschiffe von Espiritu Santo und Nouméa auf, am 10. November gefolgt von Callaghans Flottille. Die ersten drei Transportschiffe kamen am 11. November um 5:30 Uhr vor Guadalcanal an. Während die Truppen ausgeschifft wurden, gerieten sie im Laufe des Tages zweimal unter den Beschuss von feindlichen Bombern, die alle drei Schiffe beschädigten. Um 18:00 Uhr zog sich die Gruppe in die Indispensable Strait zurück. Die Kriegsschiffe unter dem Kommando von Callaghan durchkämmten daraufhin die Gewässer um die Savo-Insel und blieben für den Rest der Nacht vom 11. auf den 12. November im Sealark-Kanal. Am 12. November um 5:30 Uhr ankerten die Transporter vor Lunga Point. Unter dem Schutz der Kriegsschiffe begannen sie mit dem Abladen von Truppen und Fracht. Eine japanische Landbatterie in der Nähe von Kokumbona eröffnete um 7:18 Uhr das Feuer, stellte es aber ein, als amerikanische Einheiten das Feuer erwiderten. Etwa fünfundzwanzig feindliche Torpedobomber griffen am Nachmittag an und zwangen die Schiffe, das Entladen einzustellen und sich zurückzuziehen.
Der Kreuzer San Francisco und der Zerstörer Buchanan wurden beschädigt, die Transportschiffe jedoch nicht getroffen, und bis auf einen Bomber wurden alle abgeschossen. Inzwischen waren die vier anderen Transportschiffe eingetroffen und entluden ihre Fracht. Um der Zerstörung durch die japanischen Schlachtkreuzer zu entgehen, die am Morgen gesichtet worden waren, zogen sich alle Transportschiffe um 18:15 Uhr in die Indispensable Strait zurück. Am 13. November gegen 1 Uhr erreichte die japanische Flotte den Iron Bottom Sound zwischen Savo Island und Guadalcanal. Dort wurde sie vom Radar der Helena in einer Entfernung von 25 bis 30 Kilometern entdeckt. Nachdem Callaghan informiert worden war, gab er seinen Schiffen Befehl, die Japaner abzufangen. Um 1:30 Uhr befanden sich die japanischen Schiffe in einer Entfernung von 13.000 Metern und fuhren mit einer Geschwindigkeit von 23 Knoten auf einem Kurs von 105 Grad. In Ermangelung eines geeigneten Radars war Callaghan auf der San Francisco auf die Informationen über die Entfernungen, Peilungen und Kurse durch seine Zerstörer angewiesen. Da jedoch derselbe Sprechfunkkanal auch für die taktische Steuerung genutzt wurde, mussten die zwingenden Kurs-, Geschwindigkeits- und Geschützfeueranweisungen zwischen den Informationsanfragen eingefügt werden. Aufgrund der großen Verwirrung, die dies unter seinen Kapitänen auslöste, dauerte es bis 1:48 Uhr, bis Callaghan den Befehl zum Herstellen der Feuerbereitschaft geben konnte.
Zur gleichen Zeit, als sich die Schiffe beider Seiten einander näherten, schalteten die Akatsuki und die Hiei große Suchscheinwerfer ein und beschossen die Atlanta aus einer Entfernung von 2.700 m. Die Atlanta wurde dabei schwer beschädigt. Durch die Suchscheinwerfer aufmerksam geworden, begannen mehrere US-Zerstörer, die Akatsuki zu beschießen. Nach mehreren Treffern explodierte die Akatsuki und ging kurz darauf unter. Das Gefecht wurde daraufhin zu einem Melee, bei dem beide Seiten ihren Feind einzeln angriffen. Zunächst schoss die Cushing sechs Torpedos aus etwa 800 Metern Entfernung auf die Hiei ab, die diese aber nicht trafen. Kurz darauf erhielt die Cushing mehrere Treffer und sank nach kurzer Zeit. Als Nächstes traf die Laffey achteraus der Cushing die Hiei. Die Torpedos der Laffey, die aus zu geringer Entfernung abgeschossen wurden, konnten nicht scharf gestellt werden und prallten am Rumpf der Hiei ab. Die Hiei erwiderte das Feuer mit zwei Salven und einem Torpedo und setzte die Laffey außer Gefecht. Kurz darauf verlagerte Hiei das Ziel auf die Sterett und die O'Bannon. Während die Sterett auf einen Kreuzer an Steuerbord feuerte, erhielt sie ihrerseits zwei Treffer von der Hiei, die ihre Ruderanlage ausschaltete und ihr Radar zerstörte. Die Sterett erwiderte den Beschuss mit vier Torpedos und beschoss die Aufbauten der Hiei mit 127-mm-Granaten.
Zur gleichen Zeit schoss die O’Bannon zwei Torpedos auf die Hiei ab, die jedoch entweder nicht trafen oder nicht explodierten. Da die Reichweite zu gering war, konnte der Schlachtkreuzer seine Geschütze nicht ausreichend ausfahren, um das Feuer zu erwidern. Sobald die San Francisco in das Melee eingetreten war, feuerte sie auf einen feindlichen Kreuzer 3.300 Meter querab an Steuerbord. Wenige Minuten später beschoss sie ein weiteres feindliches Schiff, bevor sie zum Ziel beider japanischer Schlachtkreuzer sowie der Inazuma und der Ikazuchi wurde. Die Japaner erzielten mehrere Treffer auf der San Francisco, setzten die Steueranlage außer Gefecht und töteten Callaghan, Kapitän Cassin Young sowie den größten Teil des Brückenpersonals. Die San Francisco zog sich zurück, nachdem sie von der Hiei fünfzehn schwere Treffer erhalten hatte. Gegen 3:00 Uhr gab Abe den Befehl, nach Norden abzudrehen, nachdem der Versuch, die amerikanische Verteidigung zu durchbrechen, gescheitert war.

### Nachwirkungen
Die Entschlossenheit der amerikanischen Streitkräfte hatte Henderson Field vor dem Beschuss durch die Schlachtschiffe bewahrt, aber der Preis war hoch. Von den dreizehn amerikanischen Schiffen waren zwölf entweder versenkt oder beschädigt worden. Die Schweren Kreuzer San Francisco und Portland sowie die Zerstörer Aaron Ward, O’Bannon und Sterrett, die alle schwer beschädigt worden waren, zogen sich am Morgen des 13. November in Richtung Espiritu Santo zurück. Die Japaner hatten die Akatsuki, die Yudachi und die Amatsukaze verloren, weitere Schiffe waren schwer beschädigt. Von den beiden japanischen Schlachtkreuzern konnte lediglich die Kirishima entkommen. Die Hiei war bei Tagesanbruch bei Savo entdeckt worden. Das Schiff hatte 85 Treffer erhalten und konnte nur noch im Kreis fahren. Flugzeuge von Henderson Field griffen sie den ganzen Tag über an, und in der Nacht des 14. November wurde sie von ihrer Besatzung versenkt.

## Die zweite Schlacht

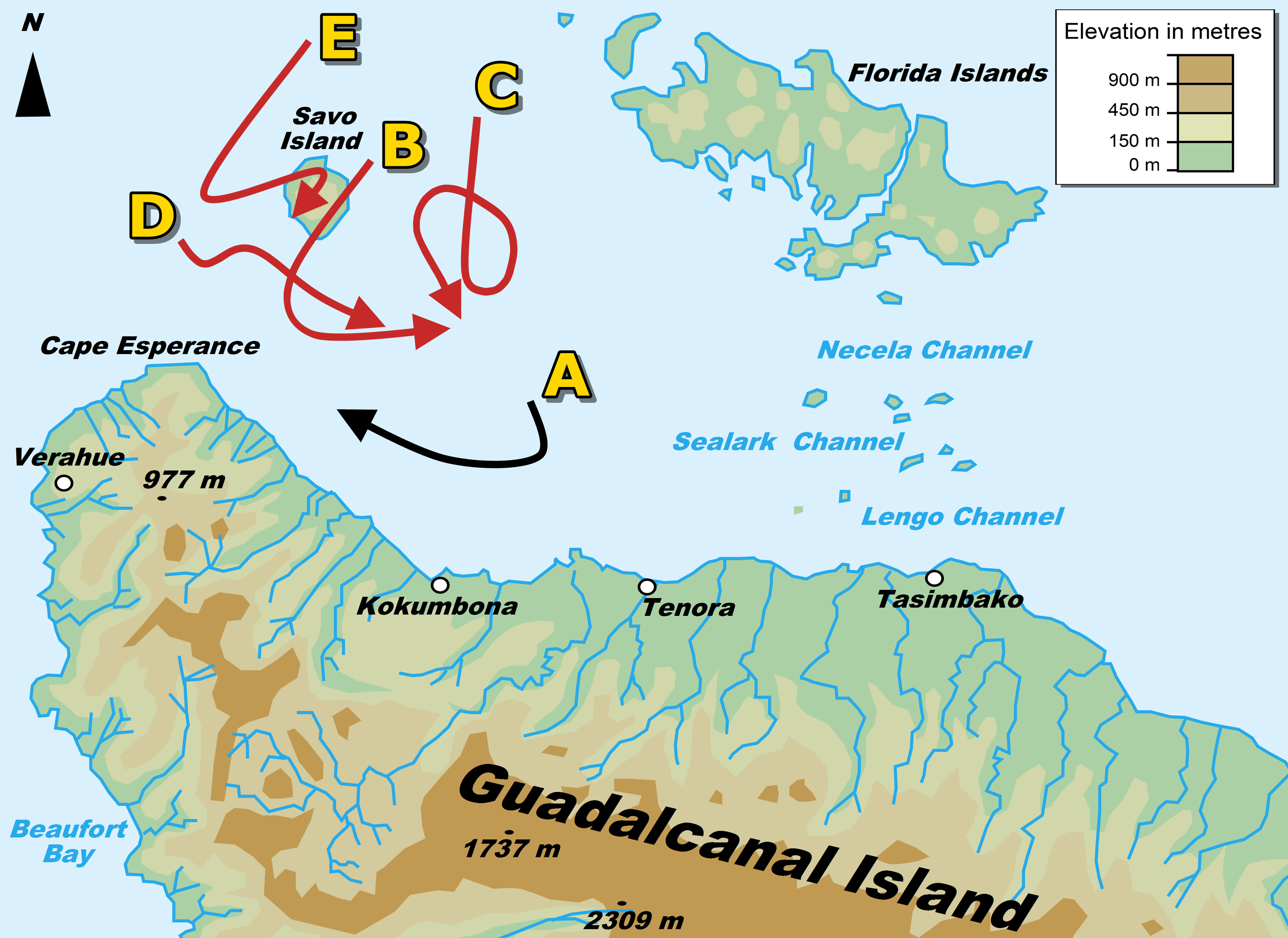
Die zweite Schlacht, 14. November 1942. 23:17–23:30 Uhr A Washington und South Dakota und vier Zerstörer; B Japanischer Zerstörer Ayanami; C leichter Kreuzer Sendai und die Zerstörer Uranami und Shikinami; D leichter Kreuzer Nagara und die Zerstörer Shirayuki, Hastuyuki, Samidare und Inazuma; E Schlachtschiff Kirishima schwerer Kreuzer Atago und Takao sowie die Zerstörer Asagumo und Teruzuki

Obwohl die erste Beschießung von Henderson Field fehlgeschlagen war, gaben die Japaner ihre Bemühungen die Insel zurückzuerobern nicht auf. Ein neuer Plan sah vor, dass Vizeadmiral Kondo mit einer Flotte, bestehend aus dem Schlachtschiff Kirishima zwei Schweren und zwei Leichten Kreuzern sowie neun Zerstörern, in der Nacht vom 14. auf den 15. November den Beschuss durchführen sollte. Am Vormittag des 13. Novembers stach Vizeadmiral Mikawa von den Shortland-Inseln aus in See, um die Flugfelder zu zerstören. Ihm folgte Konteradmiral Tanaka Raizō mit elf Transportschiffen von den Treasury-Inseln aus. Einen Tag später stach Kondo von Ontong Java aus ihn See, um Fernunterstützung im Falle eines alliierten Angriffs zu geben. Obwohl Task Force 64, bestehend aus den Schlachtschiffen Washington und South Dakota sowie den Zerstörern Walke, Preson, Benham und Gwin, nach Guadalcanal entsandt wurde, hatten die Amerikaner, abgesehen von den Flugzeugen auf Guadalcanal, nichts zur Verfügung, um dem japanischen Kreuzerbeschuss von Henderson Field zu begegnen.
Während in der Nacht vom 13. zum 14. November ein Teil von Mikawas Schiffen westlich von Savo nach feindlichen Einheiten Ausschau hielt, begannen die Schweren Kreuzer Maya und Suzuya um 1:30 Uhr mit dem Beschuss. Nach einer halben Stunde waren 18 Flugzeuge zerstört und 32 beschädigt, aber das Flugfeld war weiter einsatzfähig. Kurz nach Sonnenaufgang wurden die sich zurückziehenden Kreuzer von Suchflugzeugen entdeckt und sowohl von der Insel als auch von der sich nähernden Enterprise aus angegriffen. Die Amerikaner versenkten den Kreuzer Kinugasa und beschädigten die Chokai, die Maya und die Isuzu. Danach griffen sie, verstärkt durch einige B17 von Espiritu Santo, den nur durch wenige Zerstörer gesicherten Geleitzug an. Am späten Nachmittag waren sieben der elf Truppentransporter versenkt.
Trotz ihrer schweren Verluste beschlossen die Japaner jedoch, ihre Mission fortzusetzen. Während Tanaka mit seinen verbliebenen Transportern auf dem Weg nach Guadalcanal war, lief Admiral Kondo am 14. November um 10:00 Uhr in den Slot östlich von Santa Isabel ein. Dort wurden die Japaner von dem US-U-Boot Trout gesichtet. Das U-Boot sandte eine Meldung, die von Task Force 64 unter dem Kommando von Konteradmiral Lee empfangen wurde. Am Abend des 14. Novembers erreichte Task Force 64 Guadalcanal und lief gegen 21:00 Uhr durch die Passage nördlich von Savo in den Ironbottom Sound ein. Während Lee versuchte, genaue Informationen über die Japaner zu erhalten, hatte Kondo seine Streitkräfte in drei Divisionen aufgeteilt: Die erste unter dem Kommando von Konteradmiral Hashimoto bestehend aus dem leichten Kreuzer Sendai den Zerstörern Ayanami, Uranami und Shikinami, die zweite bestehend aus dem leichte Kreuzer Nagara den Zerstörern Terutsuki, Hatsutsuki, Shirayuki, Asagumo und Samidare unter Konteradmiral Kimura sowie die dritte bestehend aus den beiden schweren Kreuzern Atago und Takao sowie der Kirishima. Um 22:10 Uhr wurde Task Force 64 erstmals von der Sendai gesichtet. Hashimoto warnte Kondo und beorderte die Zerstörer Ayanami und Uranami zur Erkundung südlich von Savo, wobei sie westlich der Insel vorbeifuhren. Hashimoto selbst auf der Sendai verfolgte zusammen mit der Shikinami die Amerikaner.
Zur gleichen Zeit gab Kondō den Angriffsbefehl und teilte Kimuras Gruppe in zwei Gruppen: die Nagara und vier Zerstörer stießen in den Sund vor, während die Asagumo und die Teruzuki Savo umrundeten. Als Lee um 22:52 Uhr, nachdem er vor Lunga Point nichts gefunden hatte, seinen Kurs nach Westen änderte, wurde die Sendai, die ihn beschattete, vom Radar der Washington in einer Entfernung von 7 Seemeilen (12 km) entdeckt. Die Sendai wurde 20 Minuten lang verfolgt und um 23:17 Uhr eröffnete die Washington das Feuer mit ihrer Hauptbewaffnung aus einer Entfernung von 10 Kilometern. Wenige Sekunden später feuerte sie mit ihren 127-mm-Geschützen auch auf die Shikinami in 13 Kilometern Entfernung, gefolgt von der South Dakota mit ihren 406-mm-Geschützen. Beide japanischen Schiffe drehten sofort unter einer Rauchwand nach Norden ab. In der Zwischenzeit wurden sowohl die Ayanami als auch die Uranami von der Walke um 23:22 Uhr gesichtet, als sie nach einer Umrundung von Savo wieder in den Iron Bottom Sound einliefen.

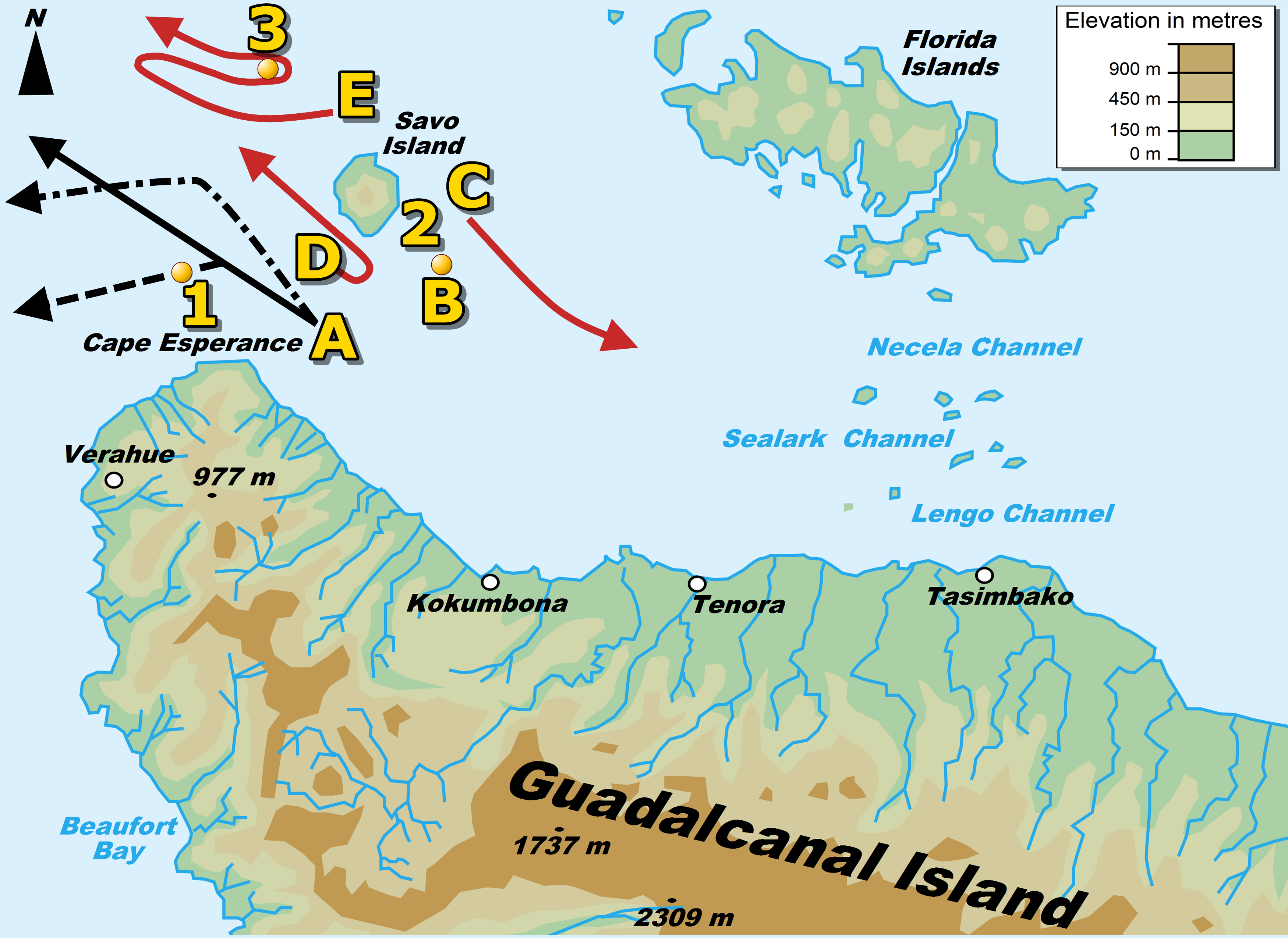
Zweite Schlacht 23:30–02:00 Uhr 1 Versenkung der Preston und der Walke, 2 Versenkung der Ayanami; 3 Versenkung der Kirishima

Die Walke eröffnete sofort das Feuer, gefolgt von der Benham, der Preston und der Gwin. Die Amerikaner waren jedoch im Nachteil; nur die Walke und die Gwin hatten ein Feuerleitradar. Unglücklicherweise waren ihre Radarechos durch Clutter der überhängenden Berge von Savo beeinträchtigt. Die Amerikaner versuchten verzweifelt, die Japaner zu treffen, aber mit Ausnahme der Preston, die einen Treffer auf der Nagara landete, gelang ihnen dies nicht. Im Gegenzug gelang es den Japanern, alle drei US-Zerstörer zu treffen und schließlich die Preston und die Walke zu versenken und die Gwin und die Benham schwer zu beschädigen. Als sich die beiden Schlachtschiffe ihren Zerstörern näherten, um Überlebende aufzusammeln, hatten sich die japanischen Zerstörer bereits zurückgezogen. Doch während die South Dakota auf die zurückweichende Sendai feuerte, sprangen ihre elektrischen Sicherungen heraus und setzten ihr Radar außer Gefecht. So geblendet hatte sie den Kontakt zur Washington verloren und stieß nun auf Hashimotos Schiffe, die sich nach Westen zurückzogen. Hashimoto sichtete das Schlachtschiff um 23:55 Uhr, sendete ein Funksignal an Kondo und schoss 34 Torpedos auf sie ab, die jedoch allesamt nicht trafen.
Kondo befand sich etwa 13 Kilometer nördlich von Kap Esperance auf einem westlichen Kurs, als er die Nachricht von der sich nähernden South Dakota erhielt. Daraufhin befahl er seinen Schiffen sofort, einen südöstlichen Kurs in Richtung des Gefechts einzuschlagen. Als die Japaner den Abstand auf 4.500 Meter verringert hatten, begannen die drei japanischen Schiffe ihre Suchscheinwerfer auszurichten und Sekunden später das Feuer auf die South Dakota zu eröffnen. Trotz des unvollständigen Radarbildes erzielte die South Dakota mehrere Treffer auf der Kirishima, bevor sie selbst mehrere Treffer auf ihren Aufbauten erhielt. Die Washington hatte die Japaner jedoch bereits unbemerkt etwa 7 Kilometer vor der South Dakota auf ihrem Radar erfasst. Lee, der nicht wollte, dass sich die Situation noch weiter verschlechtert, befahl, das Feuer zu eröffnen, sobald die Japaner ihre Suchscheinwerfer eingeschaltet hatten. Während die Japaner noch immer auf die South Dakota konzentriert waren, feuerte die Washington mehrere Salven auf die Kirishima ab und erzielte dabei 49 Treffer, die einen der hinteren Geschütztürme der Kirishima sowie ihre Ruderanlage zerstörten. Auch die Atago und die Takao wurden von den beiden US-Schlachtschiffen getroffen. Admiral Kondo richtete jetzt seine Aufmerksamkeit auf die Washington. Die South Dakota die insgesamt 42 Treffer erhalten hatte, die schwere Schäden verursachten, zog sich mit voller Geschwindigkeit aus dem Kampfgeschehen zurück.
Nachdem sie jeglichen Kontakt zur South Dakota verloren hatte, wendete die Washington um 0:20 Uhr nach Nordwesten in Richtung der Russell-Inseln, um die Japaner von der angeschlagenen South Dakota wegzulocken. Kondo sorgte sich um die Transporte, ließ die Kirishima zurück und verfolgte die Washington. Um 0:25 Uhr gab Kondo eine allgemeine Anweisung an alle Einheiten, die feindlichen Schlachtschiffe 10 Kilometer nördlich von Kap Esperance anzugreifen. Als Kimura den Befehl erhielt, nahm er einen Verfolgungskurs zur Washington auf. Zu diesem Zeitpunkt hatte Tanaka bereits die Oyashio und die Kagero abkommandiert mit dem Auftrag, jedes feindliche Schiff anzugreifen, das sich dem Konvoi näherte. Lee sah sich nun von zehn japanischen Schiffen verfolgt. Zwischen 0:39 Uhr und 0:45 Uhr schossen die Japaner Torpedos auf die Washington ab, aber keiner von ihnen traf das Schiff. Kurz darauf verlor Kondo den Sichtkontakt zur Washington. Aus Angst vor möglichen Luftangriffen befahl Kondo, dem der Schutz seiner Schiffe am wichtigsten war, um 1:04 Uhr einen allgemeinen Rückzug nach Norden.

## Nachwirkungen
Die Japaner hatten sowohl eine taktische als auch eine strategische Niederlage erlitten. Vom 13. November bis zum 15. November verloren sie 40 Flugzeuge, drei Zerstörer, einen schweren Kreuzer und zwei Schlachtschiffe. Außerdem starben etwa 1.900 Seeleute und Soldaten. Im Gegenzug verloren die USA zwei leichte Kreuzer, sieben Zerstörer, 26 Flugzeuge; 1700–1800 US-Seeleute wurden getötet oder verwundet.
Von den 11 Transportschiffen erreichten lediglich vier Guadalcanal. Sie wurden sofort unter Beschuss genommen und bald darauf zerstört. Nur 4.000 japanische Soldaten konnten mit nahezu keinen Vorräten angelandet werden. Durch die Niederlage waren die Japaner nicht in der Lage, eine weitere Offensive zur Rückeroberung der Insel zu starten. Die Idee, die noch auf Guadalcanal kämpfenden Truppen mit langsamen Handelsschiffen zu versorgen, wurde von Yamamoto verworfen. Stattdessen verließ er sich auf den Tokyo Express. Da die Truppen an Land jedoch durch Verluste, Hunger und Krankheiten dezimiert wurden, bat Yamamoto den Kaiser schließlich am 12. Dezember um die Erlaubnis, Guadalcanal zu evakuieren. Trotz des Widerstands der japanischen Armeeführung, die immer noch hoffte, Guadalcanal zurückzuerobern, stimmte das kaiserliche Generalhauptquartier am 31. Dezember zu, alle japanischen Streitkräfte von der Insel zu evakuieren und eine neue Verteidigungslinie für die Salomonen auf New Georgia zu errichten.